# Fortuna Liga 2023/24
Die Fortuna Liga 2023/24 (nach dem Sponsor, dem Sportwetten-Anbieter Fortuna) war die 31. Spielzeit der höchsten tschechischen Spielklasse im Fußball der Männer. Sie begann am 22. Juli 2023 und endete am 26. Mai 2024. Der Titelverteidiger war Sparta Prag.

## Stadien und Spielorte
| Wappen              | Verein              | Stadt              | Stadion                                     | Kapazität | Rang 2022/23 |
| ------------------- | ------------------- | ------------------ | ------------------------------------------- | --------- | ------------ |
| Sparta Prag         | Sparta Prag         | Prag               | epet Arena                                  | 18.944    | 1.           |
| Slavia Prag         | Slavia Prag         | Prag               | Fortuna Arena                               | 21.000    | 2.           |
| Viktoria Pilsen     | Viktoria Pilsen     | Pilsen             | Doosan Arena                                | 11.700    | 3.           |
| Bohemians 1905 Prag | Bohemians Prag 1905 | Prag               | Stadion Ďolíček                             | 05.000    | 4.           |
| 1. FC Slovácko      | 1. FC Slovácko      | Uherské Hradiště   | Městský fotbalový stadion Miroslava Valenty | 08.121    | 5.           |
| SK Sigma Olmütz     | SK Sigma Olmütz     | Olmütz             | Andrův stadion                              | 12.483    | 6.           |
| Slovan Liberec      | Slovan Liberec      | Liberec            | Stadion u Nisy                              | 09.900    | 7.           |
| FC Hradec Králové   | FC Hradec Králové   | Hradec Králové     | Malšovická aréna                            | 09.300    | 8.           |
| FK Mladá Boleslav   | FK Mladá Boleslav   | Mladá Boleslav     | Lokotrans Aréna                             | 05.000    | 9.           |
| Dynamo Budweis      | Dynamo Budweis      | Budweis            | Stadion Střelecký ostrov                    | 06.681    | 10.          |
| Baník Ostrava       | FC Baník Ostrava    | Ostrava            | Městský stadion – Vítkovice Aréna           | 13.375    | 11.          |
| FK Teplice          | FK Teplice          | Teplice            | Stadion Na Stínadlech                       | 18.221    | 12.          |
| FK Jablonec         | FK Jablonec         | Jablonec nad Nisou | Stadion Střelnice                           | 06.280    | 13.          |
| FK Pardubice        | FK Pardubice        | Pardubice          | CFIG Aréna                                  | 04.620    | 14.          |
| FC Zlín             | FC Zlín             | Zlín               | Stadion Letná                               | 06.375    | 15.          |
| MFK Karviná         | MFK Karviná         | Karviná            | Městský stadion Karviná                     | 04.833    | 1. (FNL)     |

## Statistiken

### 1. Runde

#### Abschlusstabelle
| Pl. | Verein              | Sp. | S  | U  | N  | Tore    | Diff. | Punkte |
| --- | ------------------- | --- | -- | -- | -- | ------- | ----- | ------ |
| 1.  | Sparta Prag (M)     | 30  | 24 | 4  | 2  | 070:260 | +44   | 76     |
| 2.  | Slavia Prag (P)     | 30  | 22 | 6  | 2  | 062:230 | +39   | 72     |
| 3.  | Viktoria Pilsen     | 30  | 19 | 5  | 6  | 067:330 | +34   | 62     |
| 4.  | FC Baník Ostrava    | 30  | 13 | 6  | 11 | 048:390 | +9    | 45     |
| 5.  | FK Mladá Boleslav   | 30  | 12 | 8  | 10 | 050:460 | +4    | 44     |
| 6.  | 1. FC Slovácko      | 30  | 11 | 8  | 11 | 039:400 | −1    | 41     |
| 7.  | Slovan Liberec      | 30  | 10 | 10 | 10 | 046:460 | ±0    | 40     |
| 8.  | SK Sigma Olmütz     | 30  | 10 | 7  | 13 | 040:450 | −5    | 37     |
| 9.  | FC Hradec Králové   | 30  | 9  | 10 | 11 | 032:380 | −6    | 37     |
| 10. | FK Teplice          | 30  | 9  | 9  | 12 | 031:400 | −9    | 36     |
| 11. | Bohemians Prag 1905 | 30  | 8  | 11 | 11 | 029:400 | −11   | 35     |
| 12. | FK Jablonec         | 30  | 6  | 12 | 12 | 035:450 | −10   | 30     |
| 13. | FK Pardubice        | 30  | 7  | 7  | 16 | 029:420 | −13   | 28     |
| 14. | MFK Karviná (N)     | 30  | 6  | 7  | 17 | 030:520 | −22   | 25     |
| 15. | FC Zlín             | 30  | 5  | 10 | 15 | 036:610 | −25   | 25     |
| 16. | Dynamo Budweis      | 30  | 6  | 6  | 18 | 034:620 | −28   | 24     |

Platzierungskriterien: 1. Punkte – 2. Direkter Vergleich (Punkte, Tordifferenz, geschossene Tore) – 3. Tordifferenz – 4. geschossene Tore

| (M) | Tschechischer Meister der Vorsaison     |
| (P) | Tschechischer Pokalsieger der Vorsaison |
| (N) | Aufsteiger aus der FNL                  |

#### Kreuztabelle
Die Kreuztabelle stellt die Ergebnisse aller Spiele dieser Saison dar. Die Heimmannschaft ist in der mittleren Spalte aufgelistet und die Gastmannschaft in der obersten Reihe. Die Ergebnisse sind immer aus Sicht der Heimmannschaft angegeben.
| 2023/24             | Bohemians Prag 1905 | Dynamo Budweis | FC Hradec Králové | FK Jablonec | MFK Karviná | Slovan Liberec | FK Mladá Boleslav | SK Sigma Olmütz | Baník Ostrava | FK Pardubice | Viktoria Pilsen | Slavia Prag | 1. FC Slovácko | Sparta Prag | FK Teplice | FC Zlín |
| ------------------- | ------------------- | -------------- | ----------------- | ----------- | ----------- | -------------- | ----------------- | --------------- | ------------- | ------------ | --------------- | ----------- | -------------- | ----------- | ---------- | ------- |
| Bohemians Prag 1905 | •                   | 0:0            | 2:1               | 2:0         | 1:0         | 0:0            | 0:0               | 3:2             | 1:1           | 2:1          | 0:2             | 0:2         | 0:1            | 1:3         | 1:2        | 0:0     |
| Dynamo Budweis      | 3:0                 | •              | 0:2               | 2:1         | 1:0         | 3:2            | 1:2               | 2:1             | 3:0           | 0:1          | 2:5             | 1:3         | 2:2            | 0:1         | 0:1        | 2:2     |
| FC Hradec Králové   | 2:2                 | 5:1            | •                 | 1:0         | 2:1         | 1:1            | 0:0               | 1:3             | 2:3           | 2:0          | 1:1             | 1:2         | 1:0            | 1:3         | 1:0        | 2:0     |
| FK Jablonec         | 0:1                 | 5:2            | 1:1               | •           | 0:0         | 1:1            | 1:1               | 1:1             | 2:3           | 2:1          | 1:2             | 1:1         | 2:0            | 1:5         | 3:2        | 0:0     |
| MFK Karviná         | 1:1                 | 2:1            | 1:0               | 1:1         | •           | 5:2            | 1:2               | 0:2             | 1:3           | 0:3          | 0:0             | 0:3         | 1:3            | 0:3         | 0:1        | 4:1     |
| Slovan Liberec      | 0:1                 | 1:0            | 0:0               | 3:3         | 1:0         | •              | 2:1               | 2:0             | 3:1           | 1:0          | 3:0             | 2:3         | 4:1            | 0:2         | 3:3        | 5:3     |
| FK Mladá Boleslav   | 2:1                 | 3:1            | 5:1               | 3:1         | 2:2         | 2:2            | •                 | 2:1             | 1:3           | 1:0          | 1:3             | 0:1         | 0:1            | 3:1         | 1:2        | 3:2     |
| SK Sigma Olmütz     | 2:2                 | 2:1            | 0:0               | 1:0         | 3:1         | 2:0            | 4:0               | •               | 0:3           | 0:2          | 1:3             | 1:3         | 1:1            | 1:4         | 2:1        | 0:0     |
| Baník Ostrava       | 1:1                 | 2:0            | 2:0               | 0:1         | 2:2         | 2:2            | 2:0               | 1:2             | •             | 1:1          | 0:1             | 2:3         | 0:0            | 0:1         | 4:1        | 5:1     |
| FK Pardubice        | 0:1                 | 1:1            | 1:1               | 0:0         | 2:1         | 2:0            | 1:2               | 1:1             | 0:1           | •            | 2:3             | 0:1         | 0:1            | 1:2         | 1:1        | 0:1     |
| Viktoria Pilsen     | 2:0                 | 5:0            | 1:1               | 3:2         | 0:1         | 1:3            | 1:1               | 2:1             | 3:1           | 6:2          | •               | 1:0         | 1:4            | 4:0         | 3:0        | 3:0     |
| Slavia Prag         | 2:1                 | 2:1            | 2:0               | 4:3         | 5:1         | 3:0            | 2:0               | 2:2             | 1:0           | 3:0          | 1:2             | •           | 2:0            | 1:1         | 4:0        | 2:1     |
| 1. FC Slovácko      | 5:2                 | 4:1            | 0:0               | 0:1         | 2:0         | 1:1            | 2:2               | 0:2             | 2:0           | 1:2          | 1:1             | 1:3         | •              | 1:3         | 2:0        | 1:0     |
| Sparta Prag         | 2:0                 | 4:0            | 2:1               | 3:0         | 3:1         | 2:1            | 1:1               | 2:0             | 4:3           | 5:2          | 2:1             | 0:0         | 5:0            | •           | 2:1        | 2:0     |
| FK Teplice          | 1:1                 | 2:2            | 0:1               | 0:0         | 2:2         | 2:0            | 1:0               | 2:0             | 0:1           | 0:1          | 1:0             | 0:0         | 1:1            | 1:1         | •          | 2:1     |
| FC Zlín             | 2:2                 | 1:1            | 4:0               | 1:1         | 0:1         | 1:1            | 5:9               | 3:2             | 0:1           | 1:1          | 1:7             | 1:1         | 2:1            | 0:1         | 2:1        | •       |

## Platzierungsrunden

### Meisterschaftsrunde
| Pl. | Verein            | Sp. | S  | U | N  | Tore    | Diff. | Punkte |
| --- | ----------------- | --- | -- | - | -- | ------- | ----- | ------ |
| 1.  | Sparta Prag (M)   | 35  | 27 | 6 | 2  | 082:300 | +52   | 87     |
| 2.  | Slavia Prag (P)   | 35  | 26 | 7 | 2  | 076:240 | +52   | 85     |
| 3.  | Viktoria Pilsen   | 35  | 21 | 7 | 7  | 076:400 | +36   | 70     |
| 4.  | FC Baník Ostrava  | 35  | 14 | 7 | 14 | 056:480 | +8    | 49     |
| 5.  | FK Mladá Boleslav | 35  | 13 | 8 | 14 | 051:590 | −8    | 47     |
| 6.  | 1. FC Slovácko    | 35  | 12 | 8 | 15 | 045:560 | −11   | 44     |

| (M) | Tschechischer Meister der Vorsaison     |
| (P) | Tschechischer Pokalsieger der Vorsaison |

| 2023/24           | Sparta Prag | Slavia Prag | Viktoria Pilsen | Baník Ostrava | FK Mladá Boleslav | 1. FC Slovácko |
| ----------------- | ----------- | ----------- | --------------- | ------------- | ----------------- | -------------- |
| Sparta Prag       |             | 0:0         | 1:1             | 2:1           | –                 | –              |
| Slavia Prag       | –           |             | 3:0             | 5:0           | 4:0               | –              |
| Viktoria Pilsen   | –           | –           |                 | 1:1           | 3:0               | 4:2            |
| FC Baník Ostrava  | –           | –           | –               |               | 0:1               | 6:0            |
| FK Mladá Boleslav | 0:5         | –           | –               | –             |                   | 0:1            |
| 1. FC Slovácko    | 2:4         | 1:2         | –               | –             | –                 |                |

### UEFA-Conference-League-Play-offs

#### 1. Runde
Der Siebte der 1. Runde spielte gegen den Zehnten, der Achte gegen den Neunten. Die Sieger qualifizierten sich für die nächste Runde. Die Spiele fanden am 5. und 12. Mai 2024 statt.
|                   | Gesamt |                 | Hinspiel  | Rückspiel |
| ----------------- | ------ | --------------- | --------- | --------- |
| FK Teplice        | 4:1    | Slovan Liberec  | 2:0 (0:0) | 2:1 (0:0) |
| FC Hradec Králové | 6:2    | SK Sigma Olmütz | 3:1 (3:1) | 3:1 (2:0) |

#### 2. Runde
Die Sieger der ersten Runde spielten gegeneinander. Der Sieger qualifizierte sich für die nächste Runde. Die Spiele fanden am 19. und 25. Mai 2024 statt.
|            | Gesamt |                   | Hinspiel  | Rückspiel |
| ---------- | ------ | ----------------- | --------- | --------- |
| FK Teplice | 0:3    | FC Hradec Králové | 0:1 (0:0) | 0:2 (0:0) |

#### 3. Runde
Der Sieger der zweiten Runde spielt gegen den Fünften um den Platz in der UEFA Conference League 2024/25. Das Spiel fand am 31. Mai 2024 statt.
|                   | Ergebnis  |                   |
| ----------------- | --------- | ----------------- |
| FK Mladá Boleslav | 3:1 (2:0) | FC Hradec Králové |

### Abstiegsrunde
| Pl. | Verein              | Sp. | S  | U  | N  | Tore    | Diff. | Punkte |
| --- | ------------------- | --- | -- | -- | -- | ------- | ----- | ------ |
| 11. | FK Jablonec         | 35  | 9  | 14 | 12 | 045:500 | −5    | 41     |
| 12. | FK Pardubice        | 35  | 11 | 7  | 17 | 039:470 | −8    | 40     |
| 13. | Bohemians Prag 1905 | 35  | 9  | 12 | 14 | 034:480 | −14   | 39     |
| 14. | MFK Karviná (N)     | 35  | 8  | 8  | 19 | 038:620 | −24   | 32     |
| 15. | Dynamo Budweis      | 35  | 7  | 8  | 20 | 041:700 | −29   | 29     |
| 16. | FC Zlín             | 35  | 5  | 12 | 18 | 040:690 | −29   | 27     |

| (N) | Aufsteiger aus der FNL |

| 2023/24             | Bohemians Prag 1905 | FK Jablonec | FK Pardubice | MFK Karviná | FC Zlín | Dynamo Budweis |
| ------------------- | ------------------- | ----------- | ------------ | ----------- | ------- | -------------- |
| Bohemians Prag 1905 |                     | 1:1         | 0:1          | 1:3         | –       | –              |
| FK Jablonec         | –                   |             | 3:0          | 3:2         | 1:0     | –              |
| FK Pardubice        | –                   | –           |              | 4:0         | 2:0     | 3:2            |
| MFK Karviná         | –                   | –           | –            |             | 2:2     | 1:0            |
| FC Zlín             | 1:2                 | –           | –            | –           |         | 1:1            |
| Dynamo Budweis      | 2:1                 | 2:2         | –            | –           | –       |                |

#### Relegation
Der Zweite der FNL spielte gegen den Fünfzehnten der Fortuna Liga und der Dritte gegen den Vierzehnten. Die Spiele wurden am 29. Mai und 2. Juni 2024 ausgetragen.
|                | Gesamt |                 | Hinspiel | Rückspiel |
| -------------- | ------ | --------------- | -------- | --------- |
| MFK Vyškov     | 0:2    | MFK Karviná     | 0:1      | 0:1       |
| Dynamo Budweis | 3:2    | FC MAS Táborsko | 2:1      | 1:1       |